# Darwinneon crypticus
Darwinneon crypticus is een spinnensoort in de taxonomische indeling van de springspinnen (Salticidae).
Het dier behoort tot het geslacht Darwinneon. De wetenschappelijke naam van de soort werd voor het eerst geldig gepubliceerd in 1971 door Cutler.